# Rapsodia satanica
Rapsodia satanica er en italiensk stumfilm fra 1915 af Nino Oxilia.

## Medvirkende
- Lyda Borelli som Alba d'Oltrevita
- Andrea Habay som Tristano
- Ugo Bazzini som Mephisto
- Giovanni Cini som Sergio